# Danh sách chuyển nhượng bóng đá Anh hè 2016
Đây là danh sách chuyển nhượng bóng đá Anh trong thị trường chuyển nhượng hè 2016. Chỉ có những thương vụ có mặt ít nhất một câu lạc bộ của Premier League hay Championship được liệt kê ở đây.
Danh sách này bao gồm chuyển nhượng của ít nhất một câu lạc bộ ở Premier League hay Football League Championship hoàn tất sau sự kết thúc của thị trường chuyển nhượng đông 2015–16 và trước khi kết thúc thị trường chuyển nhượng hè 2016.
Các cầu thủ tự do có thế ký hợp đồng vào bất cứ lúc nào, các câu lạc bộ dưới Premier League có thể mượn cầu thủ bất cứ lúc nào. Câu lạc bộ có thể mua thủ môn trong trường hợp khẩn cấp.

## Chuyển nhượng
Tất cả các câu lạc bộ không có lá cờ là của Anh. Ghi chú rằng trong khi Cardiff City và Swansea City liên kết với Hiệp hội bóng đá Wales nên có lá cờ Wales, nhưng họ thi đấu ở Hệ thống các giải bóng đá ở Anh, và vì vậy chuyển nhượng của họ cũng nằm ở đây.
| Thời gian              | Cầu thủ                   | Nơi đi                   | Nơi đến                      | Giá           |
| ---------------------- | ------------------------- | ------------------------ | ---------------------------- | ------------- |
| 15 tháng 2 năm 2016[b] | Joël Matip                | Schalke 04               | Liverpool                    | Miễn phí      |
| 20 tháng 2 năm 2016    | Francisco Júnior          | Everton                  | Strømsgodset                 | Miễn phí      |
| 3 tháng 3 năm 2016     | Isak Ssewankambo          | Derby County             | Molde                        | Không tiết lộ |
| 9 tháng 3 năm 2016     | Jack Barmby               | Leicester City           | Portland Timbers             | Cho mượn      |
| 11 tháng 3 năm 2016[b] | Rajiv van La Parra        | Wolverhampton Wanderers  | Huddersfield Town            | Không tiết lộ |
| 15 tháng 3 năm 2016    | Alex Davey                | Chelsea                  | Stabæk                       | Cho mượn      |
| 20 tháng 3 năm 2016[c] | Tim Howard                | Everton                  | Colorado Rapids              | Miễn phí      |
| 24 tháng 3 năm 2016    | Max Clark                 | Hull City                | Cambridge United             | Cho mượn      |
| 24 tháng 3 năm 2016    | Tarique Fosu              | Reading                  | Accrington Stanley           | Cho mượn      |
| 24 tháng 3 năm 2016[b] | Manuel Lanzini            | Al-Jazira                | West Ham United              | Không tiết lộ |
| 30 tháng 3 năm 2016    | Freddie Ladapo            | Margate                  | Crystal Palace               | Không tiết lộ |
| 31 tháng 3 năm 2016    | Chidiebere Nwakali        | Manchester City          | Start                        | Cho mượn      |
| 6 tháng 4 năm 2016[b]  | Chris Löwe                | 1. FC Kaiserslautern     | Huddersfield Town            | Miễn phí      |
| 12 tháng 4 năm 2016[a] | Jack Storer               | Stevenage                | Birmingham City              | Không tiết lộ |
| 14 tháng 4 năm 2016    | Jake Kean                 | Norwich City             | Swindon Town                 | Cho mượn      |
| 20 tháng 4 năm 2016[b] | Michael Hefele            | Dynamo Dresden           | Huddersfield Town            | Miễn phí      |
| 22 tháng 4 năm 2016[b] | Toni Martínez             | Valencia                 | West Ham United              | Không tiết lộ |
| 12 tháng 5 năm 2016    | Jonathan Edwards          | Peterborough United      | Hull City                    | Không tiết lộ |
| 12 tháng 5 năm 2016[b] | Lex Immers                | Feyenoord                | Cardiff City                 | Không tiết lộ |
| 13 tháng 5 năm 2016[b] | Jordan Rossiter           | Liverpool                | Rangers                      | £250,000      |
| 16 tháng 5 năm 2016    | Håvard Nordtveit          | Borussia Mönchengladbach | West Ham United              | Miễn phí      |
| 16 tháng 5 năm 2016    | Chris Maxwell             | Tự do                    | Preston North End            | Miễn phí      |
| 16 tháng 5 năm 2016[b] | Andy Yiadom               | Barnet                   | Barnsley                     | Miễn phí      |
| 17 tháng 5 năm 2016    | Andrew Dawber             | Fulham                   | Altrincham                   | Không tiết lộ |
| 18 tháng 5 năm 2016    | Konstantinos Mitroglou    | Fulham                   | Benfica                      | Không tiết lộ |
| 18 tháng 5 năm 2016    | Tommy Rowe                | Wolverhampton Wanderers  | Doncaster Rovers             | Không tiết lộ |
| 19 tháng 5 năm 2016[b] | Luke Coddington           | Tự do                    | Huddersfield Town            | Miễn phí      |
| 19 tháng 5 năm 2016    | Miguel Layún              | Watford                  | Porto                        | Không tiết lộ |
| 20 tháng 5 năm 2016[b] | Matthew Clarke            | Ipswich Town             | Portsmouth                   | Swap          |
| 20 tháng 5 năm 2016    | Michael Madl              | Sturm Graz               | Fulham                       | Không tiết lộ |
| 20 tháng 5 năm 2016[b] | Adam Webster              | Portsmouth               | Ipswich Town                 | Swap          |
| 23 tháng 5 năm 2016[b] | Kaydon Jackson            | Wrexham                  | Barnsley                     | Miễn phí      |
| 24 tháng 5 năm 2016[b] | Eder                      | Swansea City             | Lille                        | Không tiết lộ |
| 24 tháng 5 năm 2016    | Ben Pollock               | Newcastle United         | Hartlepool United            | Miễn phí      |
| 24 tháng 5 năm 2016[b] | Loris Karius              | Mainz 05                 | Liverpool                    | £4.7m         |
| 25 tháng 5 năm 2016[b] | Danzell Gravenberch       | Dordrecht                | Reading                      | Không tiết lộ |
| 25 tháng 5 năm 2016    | Andrej Kramarić           | Leicester City           | 1899 Hoffenheim              | Không tiết lộ |
| 25 tháng 5 năm 2016[b] | Christopher Paul          | Tottenham Hotspur        | Queens Park Rangers          | Miễn phí      |
| 25 tháng 5 năm 2016[b] | Domingos Quina            | Benfica                  | West Ham United              | Miễn phí      |
| 25 tháng 5 năm 2016    | Granit Xhaka              | Borussia Mönchengladbach | Arsenal                      | £33.8m        |
| 26 tháng 5 năm 2016    | Viktor Fischer            | Ajax                     | Middlesbrough                | £3.8m         |
| 30 tháng 5 năm 2016[b] | Stephen Warnock           | Tự do                    | Wigan Athletic               | Miễn phí      |
| 2 tháng 6 năm 2016[b]  | Josh Brownhill            | Preston North End        | Bristol City                 | Không tiết lộ |
| 2 tháng 6 năm 2016     | İlkay Gündoğan            | Borussia Dortmund        | Manchester City              | £20m          |
| 3 tháng 6 năm 2016     | Ron-Robert Zieler         | Hannover 96              | Leicester City               | Không tiết lộ |
| 7 tháng 6 năm 2016[b]  | Joel Coleman              | Oldham Athletic          | Huddersfield Town            | Không tiết lộ |
| 7 tháng 6 năm 2016[b]  | Simon Makienok            | Palermo                  | Preston North End            | Cho mượn      |
| 7 tháng 6 năm 2016[b]  | Ivan Paurević             | Ufa                      | Huddersfield Town            | Không tiết lộ |
| 8 tháng 6 năm 2016     | Eric Bailly               | Villarreal               | Manchester United            | Không tiết lộ |
| 8 tháng 6 năm 2016[b]  | Andy Lonergan             | Fulham                   | Wolverhampton Wanderers      | Không tiết lộ |
| 9 tháng 6 năm 2016[b]  | Luke Conlan               | Burnley                  | Morecambe                    | Miễn phí      |
| 9 tháng 6 năm 2016[b]  | Juanmi                    | Southampton              | Real Sociedad                | Không tiết lộ |
| 9 tháng 6 năm 2016[b]  | Nathan                    | Chelsea                  | Vitesse                      | Cho mượn      |
| 9 tháng 6 năm 2016[b]  | Gary O'Neil               | Tự do                    | Bristol City                 | Miễn phí      |
| 10 tháng 6 năm 2016[b] | Steve Sidwell             | Tự do                    | Brighton & Hove Albion       | Miễn phí      |
| 14 tháng 6 năm 2016[b] | Sofiane Feghouli          | Valencia                 | West Ham United              | Miễn phí      |
| 14 tháng 6 năm 2016[b] | Ben Hall                  | Motherwell               | Brighton & Hove Albion       | Không tiết lộ |
| 14 tháng 6 năm 2016[b] | João Carlos Teixeira      | Liverpool                | Porto                        | £250,000      |
| 14 tháng 6 năm 2016[b] | Harry White               | Barnsley                 | Solihull Moors               | Không tiết lộ |
| 15 tháng 6 năm 2016[b] | Bernardo                  | Sporting Gijón           | Middlesbrough                | Miễn phí      |
| 15 tháng 6 năm 2016[b] | Stipe Perica              | Chelsea                  | Udinese                      | Không tiết lộ |
| 15 tháng 6 năm 2016[b] | Joao Rodríguez            | Chelsea                  | Santa Fe                     | Cho mượn      |
| 17 tháng 6 năm 2016[b] | Ryan Huddart              | Arsenal                  | Eastleigh                    | Cho mượn      |
| 17 tháng 6 năm 2016[b] | Emerson Hyndman           | Fulham                   | AFC Bournemouth              | Miễn phí      |
| 17 tháng 6 năm 2016[b] | Alberto Paloschi          | Swansea City             | Atalanta                     | Không tiết lộ |
| 17 tháng 6 năm 2016[b] | Anthony Stokes            | Celtic                   | Blackburn Rovers             | Miễn phí      |
| 20 tháng 6 năm 2016[b] | Tommy Elphick             | AFC Bournemouth          | Aston Villa                  | £3m           |
| 20 tháng 6 năm 2016[b] | Jack Payne                | Southend United          | Huddersfield Town            | Miễn phí      |
| 21 tháng 6 năm 2016[b] | Seko Fofana               | Manchester City          | Udinese                      | £3.8m         |
| 21 tháng 6 năm 2016[b] | Alex Gilbey               | Colchester United        | Wigan Athletic               | Không tiết lộ |
| 21 tháng 6 năm 2016[b] | Luis Hernández            | Sporting Gijón           | Leicester City               | Miễn phí      |
| 21 tháng 6 năm 2016[b] | Stephen Hendrie           | West Ham United          | Blackburn Rovers             | Cho mượn      |
| 21 tháng 6 năm 2016[b] | George Moncur             | Colchester United        | Barnsley                     | £500,000      |
| 22 tháng 6 năm 2016[b] | Ariel Borysiuk            | Legia Warsaw             | Queens Park Rangers          | Không tiết lộ |
| 22 tháng 6 năm 2016[b] | Charly Musonda            | Chelsea                  | Real Betis                   | Cho mượn      |
| 23 tháng 6 năm 2016[b] | Mitchell Beeney           | Chelsea                  | Crawley Town                 | Cho mượn      |
| 23 tháng 6 năm 2016[b] | Dan Burn                  | Tự do                    | Wigan Athletic               | Miễn phí      |
| 23 tháng 6 năm 2016[b] | Danny Graham              | Tự do                    | Blackburn Rovers             | Miễn phí      |
| 23 tháng 6 năm 2016[b] | Ben Turner                | Tự do                    | Burton Albion                | Miễn phí      |
| 23 tháng 6 năm 2016[b] | Victor Wanyama            | Southampton              | Tottenham Hotspur            | £11m          |
| 24 tháng 6 năm 2016[b] | Yusuf Coban               | Stoke City               | 1899 Hoffenheim              | Miễn phí      |
| 24 tháng 6 năm 2016[b] | Elias Kachunga            | FC Ingolstadt            | Huddersfield Town            | Cho mượn      |
| 24 tháng 6 năm 2016[b] | Elliot Lee                | West Ham United          | Barnsley                     | Không tiết lộ |
| 24 tháng 6 năm 2016[b] | Robert Tesche             | Tự do                    | Birmingham City              | Miễn phí      |
| 24 tháng 6 năm 2016[b] | Wallinho                  | São Paulo                | Crystal Palace               | Cho mượn      |
| 25 tháng 6 năm 2016[b] | Lewis Baker               | Chelsea                  | Vitesse                      | Cho mượn      |
| 25 tháng 6 năm 2016[b] | Liam Feeney               | Bolton Wanderers         | Blackburn Rovers             | Miễn phí      |
| 25 tháng 6 năm 2016[b] | Nathan Redmond            | Norwich City             | Southampton                  | £11m          |
| 27 tháng 6 năm 2016[b] | Flo Bojaj                 | Huddersfield Town        | Kilmarnock                   | Cho mượn      |
| 27 tháng 6 năm 2016[b] | Will Boyle                | Huddersfield Town        | Kilmarnock                   | Cho mượn      |
| 27 tháng 6 năm 2016[b] | Jonny Burn                | Middlesbrough            | Kilmarnock                   | Cho mượn      |
| 27 tháng 6 năm 2016[b] | Oliver Davies             | Swansea City             | Kilmarnock                   | Cho mượn      |
| 27 tháng 6 năm 2016[b] | Glen Rea                  | Brighton & Hove Albion   | Luton Town                   | Không tiết lộ |
| 27 tháng 6 năm 2016[b] | Tommy Spurr               | Tự do                    | Preston North End            | Miễn phí      |
| 27 tháng 6 năm 2016[b] | Mark Waddington           | Stoke City               | Kilmarnock                   | Cho mượn      |
| 28 tháng 6 năm 2016[b] | Marcus Antonsson          | Kalmar                   | Leeds United                 | £1.6m         |
| 28 tháng 6 năm 2016[b] | Moussa Dembélé            | Fulham                   | Celtic                       | Không tiết lộ |
| 28 tháng 6 năm 2016[b] | Paul Digby                | Barnsley                 | Ipswich Town                 | Miễn phí      |
| 28 tháng 6 năm 2016[b] | Denny Johnstone           | Birmingham City          | Colchester United            | Không tiết lộ |
| 28 tháng 6 năm 2016[b] | Sadio Mané                | Southampton              | Liverpool                    | £34m          |
| 28 tháng 6 năm 2016[b] | Jason McCarthy            | Southampton              | Walsall                      | Cho mượn      |
| 28 tháng 6 năm 2016[b] | Courtney Senior           | Brentford                | Colchester United            | Miễn phí      |
| 29 tháng 6 năm 2016[b] | Nathan Aké                | Chelsea                  | AFC Bournemouth              | Cho mượn      |
| 29 tháng 6 năm 2016[b] | Jack Byrne                | Manchester City          | Blackburn Rovers             | Cho mượn      |
| 29 tháng 6 năm 2016[b] | George Dobson             | West Ham United          | Walsall                      | Cho mượn      |
| 29 tháng 6 năm 2016[b] | Eoin Doyle                | Cardiff City             | Preston North End            | Không tiết lộ |
| 29 tháng 6 năm 2016[b] | Joel Lynch                | Huddersfield Town        | Queens Park Rangers          | Không tiết lộ |
| 29 tháng 6 năm 2016[b] | Christopher Schindler     | 1860 Munich              | Huddersfield Town            | £1.8m         |
| 29 tháng 6 năm 2016[b] | Matz Sels                 | Gent                     | Newcastle United             | £5m           |
| 29 tháng 6 năm 2016    | Raul Uche                 | Rayo Vallecano           | Leicester City               | Không tiết lộ |
| 29 tháng 6 năm 2016[b] | Joey van den Berg         | Heerenveen               | Reading                      | Miễn phí      |
| 30 tháng 6 năm 2016[b] | Max Clark                 | Hull City                | Cambridge United             | Cho mượn      |
| 30 tháng 6 năm 2016[b] | Anthony Forde             | Walsall                  | Rotherham United             | Không tiết lộ |
| 30 tháng 6 năm 2016[b] | Callam Jones              | West Bromwich Albion     | Accrington Stanley           | Cho mượn      |
| 30 tháng 6 năm 2016[b] | Lys Mousset               | Le Havre                 | AFC Bournemouth              | Không tiết lộ |
| 30 tháng 6 năm 2016    | Aaron Mooy                | Melbourne City           | Manchester City              | Miễn phí      |
| 30 tháng 6 năm 2016[b] | Ryan Shotton              | Derby County             | Birmingham City              | Không tiết lộ |
| 30 tháng 6 năm 2016[b] | Jerome Sinclair           | Liverpool                | Watford                      | £4m           |
| 1 tháng 7 năm 2016     | Gabriele Angella          | Watford                  | Udinese                      | Không tiết lộ |
| 1 tháng 7 năm 2016     | Floyd Ayité               | Bastia                   | Fulham                       | Không tiết lộ |
| 1 tháng 7 năm 2016     | Kyle Bartley              | Swansea City             | Leeds United                 | Cho mượn      |
| 1 tháng 7 năm 2016     | Giuseppe Bellusci         | Leeds United             | Empoli                       | Cho mượn      |
| 1 tháng 7 năm 2016     | Daniel Bentley            | Southend United          | Brentford                    | Miễn phí      |
| 1 tháng 7 năm 2016     | Jake Bidwell              | Brentford                | Queens Park Rangers          | Không tiết lộ |
| 1 tháng 7 năm 2016     | José Ángel Crespo         | Aston Villa              | PAOK                         | Miễn phí      |
| 1 tháng 7 năm 2016     | Daniel Crowley            | Arsenal                  | Oxford United                | Cho mượn      |
| 1 tháng 7 năm 2016     | John Egan                 | Gillingham               | Brentford                    | Miễn phí      |
| 1 tháng 7 năm 2016     | Steven Fletcher           | Tự do                    | Sheffield Wednesday          | Miễn phí      |
| 1 tháng 7 năm 2016     | Dwight Gayle              | Crystal Palace           | Newcastle United             | £10m          |
| 1 tháng 7 năm 2016     | Frédéric Gounongbe        | Westerlo                 | Cardiff City                 | Miễn phí      |
| 1 tháng 7 năm 2016     | Zlatan Ibrahimović        | Paris Saint-Germain      | Manchester United            | Miễn phí      |
| 1 tháng 7 năm 2016     | Christian Kabasele        | Genk                     | Watford                      | £6m           |
| 1 tháng 7 năm 2016     | Kyle Knoyle               | West Ham United          | Wigan Athletic               | Cho mượn      |
| 1 tháng 7 năm 2016     | Steve Mandanda            | Marseille                | Crystal Palace               | Không tiết lộ |
| 1 tháng 7 năm 2016     | Nolito                    | Celta Vigo               | Manchester City              | £13.8m        |
| 1 tháng 7 năm 2016     | Matt Ritchie              | AFC Bournemouth          | Newcastle United             | £12m          |
| 1 tháng 7 năm 2016     | Romaine Sawyers           | Tự do                    | Brentford                    | Miễn phí      |
| 1 tháng 7 năm 2016     | Liam Shephard             | Swansea City             | Yeovil Town                  | Cho mượn      |
| 1 tháng 7 năm 2016     | Maarten Stekelenburg      | Fulham                   | Everton                      | Không tiết lộ |
| 1 tháng 7 năm 2016     | Isaac Success             | Granada                  | Watford                      | £12.5m        |
| 1 tháng 7 năm 2016     | Andros Townsend           | Newcastle United         | Crystal Palace               | £13m          |
| 1 tháng 7 năm 2016     | Santiago Vergini          | Sunderland               | Boca Juniors                 | £1.5m         |
| 1 tháng 7 năm 2016     | Lawrence Vigouroux        | Liverpool                | Swindon Town                 | £360,000      |
| 2 tháng 7 năm 2016     | Anders Lindegaard         | West Bromwich Albion     | Preston North End            | Miễn phí      |
| 3 tháng 7 năm 2016     | Takuma Asano              | Sanfrecce Hiroshima      | Arsenal                      | Không tiết lộ |
| 3 tháng 7 năm 2016     | Michy Batshuayi           | Marseille                | Chelsea                      | £33.2m        |
| 3 tháng 7 năm 2016     | Nampalys Mendy            | Nice                     | Leicester City               | £13m          |
| 3 tháng 7 năm 2016     | Glenn Murray              | AFC Bournemouth          | Brighton & Hove Albion       | Cho mượn      |
| 4 tháng 7 năm 2016     | José Manuel Jurado        | Watford                  | Espanyol                     | Không tiết lộ |
| 4 tháng 7 năm 2016     | Rowan Liburd              | Reading                  | Stevenage                    | Không tiết lộ |
| 4 tháng 7 năm 2016     | Ben Pringle               | Fulham                   | Preston North End            | Không tiết lộ |
| 4 tháng 7 năm 2016     | Callum Robinson           | Aston Villa              | Preston North End            | Không tiết lộ |
| 4 tháng 7 năm 2016     | Casper Sloth              | Leeds United             | AaB                          | Không tiết lộ |
| 4 tháng 7 năm 2016     | Oleksandr Zinchenko       | Ufa                      | Manchester City              | Không tiết lộ |
| 5 tháng 7 năm 2016     | Fabricio Coloccini        | Newcastle United         | San Lorenzo                  | Miễn phí      |
| 5 tháng 7 năm 2016     | Marten de Roon            | Atalanta                 | Middlesbrough                | £12m          |
| 5 tháng 7 năm 2016     | Leroy Fer                 | Queens Park Rangers      | Swansea City                 | Không tiết lộ |
| 5 tháng 7 năm 2016     | Jordan McGhee             | Heart of Midlothian      | Middlesbrough                | Cho mượn      |
| 5 tháng 7 năm 2016     | Hadi Sacko                | Sporting CP              | Leeds United                 | Cho mượn      |
| 5 tháng 7 năm 2016     | Lee Tomlin                | AFC Bournemouth          | Bristol City                 | £3m           |
| 5 tháng 7 năm 2016     | James Tomkins             | West Ham United          | Crystal Palace               | £10m          |
| 6 tháng 7 năm 2016     | Jérémie Boga              | Chelsea                  | Granada                      | Cho mượn      |
| 6 tháng 7 năm 2016     | Robert Green              | Tự do                    | Leeds United                 | Miễn phí      |
| 6 tháng 7 năm 2016     | Henrikh Mkhitaryan        | Borussia Dortmund        | Manchester United            | Không tiết lộ |
| 6 tháng 7 năm 2016     | Aaron Mooy                | Manchester City          | Huddersfield Town            | Cho mượn      |
| 6 tháng 7 năm 2016     | Deji Oshilaja             | Cardiff City             | Gillingham                   | Cho mượn      |
| 6 tháng 7 năm 2016     | Matt Phillips             | Queens Park Rangers      | West Bromwich Albion         | £5.5m         |
| 6 tháng 7 năm 2016     | Idriss Saadi              | Cardiff City             | Kortrijk                     | Cho mượn      |
| 6 tháng 7 năm 2016     | Mike van der Hoorn        | Ajax                     | Swansea City                 | Không tiết lộ |
| 6 tháng 7 năm 2016     | Kenneth Zohore            | Kortrijk                 | Cardiff City                 | Không tiết lộ |
| 7 tháng 7 năm 2016     | Matt Grimes               | Swansea City             | Leeds United                 | Cho mượn      |
| 7 tháng 7 năm 2016     | Kemar Roofe               | Oxford United            | Leeds United                 | £3m           |
| 7 tháng 7 năm 2016     | Víctor Valdés             | Tự do                    | Middlesbrough                | Miễn phí      |
| 8 tháng 7 năm 2016     | Sone Aluko                | Tự do                    | Fulham                       | Miễn phí      |
| 8 tháng 7 năm 2016     | Lewis Cook                | Leeds United             | AFC Bournemouth              | Không tiết lộ |
| 8 tháng 7 năm 2016     | Jesús Gámez               | Atlético Madrid          | Newcastle United             | Miễn phí      |
| 8 tháng 7 năm 2016     | Pierluigi Gollini         | Hellas Verona            | Aston Villa                  | Không tiết lộ |
| 8 tháng 7 năm 2016     | Ryan Hedges               | Swansea City             | Yeovil Town                  | Cho mượn      |
| 8 tháng 7 năm 2016     | Thomas Lam                | PEC Zwolle               | Nottingham Forest            | Miễn phí      |
| 8 tháng 7 năm 2016     | Joseph Mendes             | Le Havre                 | Reading                      | Không tiết lộ |
| 8 tháng 7 năm 2016     | Ahmed Musa                | CSKA Moscow              | Leicester City               | £16.6m        |
| 8 tháng 7 năm 2016     | Jack O'Connell            | Brentford                | Sheffield United             | Không tiết lộ |
| 8 tháng 7 năm 2016     | Joe Quigley               | AFC Bournemouth          | Gillingham                   | Cho mượn      |
| 8 tháng 7 năm 2016     | Jon Gorenc Stanković      | Borussia Dortmund        | Huddersfield Town            | Không tiết lộ |
| 9 tháng 7 năm 2016     | Raúl Albentosa            | Derby County             | Deportivo La Coruña          | Không tiết lộ |
| 9 tháng 7 năm 2016     | Papiss Cissé              | Newcastle United         | Shandong Luneng Taishan      | Không tiết lộ |
| 9 tháng 7 năm 2016     | Lee Erwin                 | Leeds United             | Oldham Athletic              | Cho mượn      |
| 9 tháng 7 năm 2016     | Connor Ripley             | Middlesbrough            | Oldham Athletic              | Cho mượn      |
| 10 tháng 7 năm 2016    | Ryan Fulton               | Liverpool                | Chesterfield                 | Cho mượn      |
| 10 tháng 7 năm 2016    | Aaron Tshibola            | Reading                  | Aston Villa                  | Không tiết lộ |
| 11 tháng 7 năm 2016    | George Byers              | Burnley                  | Swansea City                 | Miễn phí      |
| 11 tháng 7 năm 2016    | Isaac Hayden              | Arsenal                  | Newcastle United             | Không tiết lộ |
| 11 tháng 7 năm 2016    | Pierre-Emile Højbjerg     | Bayern Munich            | Southampton                  | £12.8m        |
| 11 tháng 7 năm 2016    | Anssi Jaakkola            | Ajax Cape Town           | Reading                      | Không tiết lộ |
| 11 tháng 7 năm 2016    | Graziano Pellè            | Southampton              | Shandong Luneng Taishan      | £12m          |
| 11 tháng 7 năm 2016    | Adalberto Peñaranda       | Watford                  | Udinese                      | Cho mượn      |
| 11 tháng 7 năm 2016    | Gökhan Töre               | Beşiktaş                 | West Ham United              | Cho mượn      |
| 11 tháng 7 năm 2016    | Danny Ward                | Liverpool                | Huddersfield Town            | Cho mượn      |
| 12 tháng 7 năm 2016    | Ashley Fletcher           | Tự do                    | West Ham United              | Miễn phí      |
| 12 tháng 7 năm 2016    | Tyler Hornby-Forbes       | Fleetwood Town           | Brighton & Hove Albion       | Không tiết lộ |
| 12 tháng 7 năm 2016    | Vincent Janssen           | AZ                       | Tottenham Hotspur            | £17m          |
| 12 tháng 7 năm 2016    | Filip Lesniak             | Tottenham Hotspur        | Slovan Liberec               | Cho mượn      |
| 12 tháng 7 năm 2016    | Kyle McFadzean            | Milton Keynes Dons       | Burton Albion                | Không tiết lộ |
| 12 tháng 7 năm 2016    | Nick Powell               | Tự do                    | Wigan Athletic               | Miễn phí      |
| 12 tháng 7 năm 2016    | Tyler Reid                | Manchester United        | Swansea City                 | Không tiết lộ |
| 12 tháng 7 năm 2016    | Joe Rothwell              | Manchester United        | Oxford United                | Không tiết lộ |
| 13 tháng 7 năm 2016    | Sergi Canós               | Liverpool                | Norwich City                 | £2.5m         |
| 13 tháng 7 năm 2016    | Jordan Cousins            | Charlton Athletic        | Queens Park Rangers          | Không tiết lộ |
| 13 tháng 7 năm 2016    | Tomáš Kalas               | Chelsea                  | Fulham                       | Cho mượn      |
| 13 tháng 7 năm 2016    | Hörður Magnússon          | Juventus                 | Bristol City                 | Không tiết lộ |
| 13 tháng 7 năm 2016    | Billy Mckay               | Wigan Athletic           | Oldham Athletic              | Cho mượn      |
| 13 tháng 7 năm 2016    | Liam Smith                | Newcastle United         | Crewe Alexandra              | Cho mượn      |
| 14 tháng 7 năm 2016    | Tom Bradshaw              | Walsall                  | Barnsley                     | Không tiết lộ |
| 14 tháng 7 năm 2016    | Wes Burns                 | Bristol City             | Aberdeen                     | Cho mượn      |
| 14 tháng 7 năm 2016    | Jordon Ibe                | Liverpool                | AFC Bournemouth              | £15m          |
| 14 tháng 7 năm 2016    | Elliot Kebbie             | Salford City             | Barnsley                     | Miễn phí      |
| 14 tháng 7 năm 2016    | Dylan Mottley-Henry       | Tự do                    | Barnsley                     | Miễn phí      |
| 14 tháng 7 năm 2016    | Denis Odoi                | Lokeren                  | Fulham                       | Không tiết lộ |
| 14 tháng 7 năm 2016    | Callum O'Dowda            | Oxford United            | Bristol City                 | £1m           |
| 14 tháng 7 năm 2016    | Martin Škrtel             | Liverpool                | Fenerbahçe                   | £5.5m         |
| 14 tháng 7 năm 2016    | John Swift                | Tự do                    | Reading                      | Miễn phí      |
| 15 tháng 7 năm 2016    | Antonio Barragán          | Valencia                 | Middlesbrough                | Không tiết lộ |
| 15 tháng 7 năm 2016    | Roy Beerens               | Hertha BSC               | Reading                      | Không tiết lộ |
| 15 tháng 7 năm 2016    | Jordy Hiwula              | Huddersfield Town        | Bradford City                | Cho mượn      |
| 15 tháng 7 năm 2016    | Jackson Irvine            | Ross County              | Burton Albion                | Không tiết lộ |
| 15 tháng 7 năm 2016    | Kasey Palmer              | Chelsea                  | Huddersfield Town            | Cho mượn      |
| 15 tháng 7 năm 2016    | Jon Toral                 | Arsenal                  | Granada                      | Cho mượn      |
| 16 tháng 7 năm 2016    | Emanuele Giaccherini      | Sunderland               | Napoli                       | Không tiết lộ |
| 16 tháng 7 năm 2016    | N'Golo Kanté              | Leicester City           | Chelsea                      | £32m          |
| 16 tháng 7 năm 2016    | Remi Matthews             | Norwich City             | Hamilton Academical          | Cho mượn      |
| 16 tháng 7 năm 2016    | Chris O'Grady             | Brighton & Hove Albion   | Burton Albion                | Cho mượn      |
| 16 tháng 7 năm 2016    | Juan Camilo Zúñiga        | Napoli                   | Watford                      | Cho mượn      |
| 16 tháng 7 năm 2016    | Lewis Price               | Tự do                    | Rotherham United             | Miễn phí      |
| 18 tháng 7 năm 2016    | Mark Birighitti           | Newcastle Jets           | Swansea City                 | Miễn phí      |
| 18 tháng 7 năm 2016    | Cameron Burgess           | Fulham                   | Oldham Athletic              | Cho mượn      |
| 18 tháng 7 năm 2016    | Tom Dallison              | Brighton & Hove Albion   | Cambridge United             | Cho mượn      |
| 18 tháng 7 năm 2016    | Jake Kean                 | Norwich City             | Sheffield Wednesday          | Miễn phí      |
| 18 tháng 7 năm 2016    | Gastón Ramírez            | Tự do                    | Middlesbrough                | Miễn phí      |
| 18 tháng 7 năm 2016    | Wellington Silva          | Arsenal                  | Fluminense                   | Không tiết lộ |
| 19 tháng 7 năm 2016    | Nick Pope                 | Charlton Athletic        | Burnley                      | Không tiết lộ |
| 19 tháng 7 năm 2016    | Jóhann Berg Guðmundsson   | Charlton Athletic        | Burnley                      | Không tiết lộ |
| 19 tháng 7 năm 2016    | David Button              | Brentford                | Fulham                       | Không tiết lộ |
| 19 tháng 7 năm 2016    | Scott Malone              | Cardiff City             | Fulham                       | Swap          |
| 19 tháng 7 năm 2016    | Michael McGovern          | Hamilton Academical      | Norwich City                 | Miễn phí      |
| 19 tháng 7 năm 2016    | Jazz Richards             | Fulham                   | Cardiff City                 | Swap          |
| 20 tháng 7 năm 2016    | Ádám Bogdán               | Liverpool                | Wigan Athletic               | Cho mượn      |
| 20 tháng 7 năm 2016    | Jake Forster-Caskey       | Brighton & Hove Albion   | Rotherham United             | Miễn phí      |
| 20 tháng 7 năm 2016    | Alex Kiwomya              | Chelsea                  | Crewe Alexandra              | Cho mượn      |
| 20 tháng 7 năm 2016    | Ragnar Klavan             | FC Augsburg              | Liverpool                    | £4.2m         |
| 20 tháng 7 năm 2016    | Álvaro Negredo            | Valencia                 | Middlesbrough                | Cho mượn      |
| 21 tháng 7 năm 2016    | Brice Dja Djédjé          | Marseille                | Watford                      | Không tiết lộ |
| 21 tháng 7 năm 2016    | Grant Hanley              | Blackburn Rovers         | Newcastle United             | Không tiết lộ |
| 22 tháng 7 năm 2016    | Fernando Amorebieta       | Fulham                   | Sporting Gijón               | Không tiết lộ |
| 22 tháng 7 năm 2016    | Victorien Angban          | Chelsea                  | Granada                      | Cho mượn      |
| 22 tháng 7 năm 2016    | Matej Delač               | Chelsea                  | Royal Excel Mouscron         | Cho mượn      |
| 22 tháng 7 năm 2016    | Carles Gil                | Aston Villa              | Deportivo La Coruña          | Cho mượn      |
| 22 tháng 7 năm 2016    | Stephen Henderson         | Charlton Athletic        | Nottingham Forest            | Miễn phí      |
| 22 tháng 7 năm 2016    | Rob Holding               | Bolton Wanderers         | Arsenal                      | £2m           |
| 22 tháng 7 năm 2016    | Kayden Jackson            | Barnsley                 | Grimsby Town                 | Cho mượn      |
| 22 tháng 7 năm 2016    | Alex Manninger            | FC Augsburg              | Liverpool                    | Miễn phí      |
| 22 tháng 7 năm 2016    | Kevin McDonald            | Wolverhampton Wanderers  | Fulham                       | Không tiết lộ |
| 22 tháng 7 năm 2016    | Hildeberto Pereira        | Benfica                  | Nottingham Forest            | Cho mượn      |
| 22 tháng 7 năm 2016    | Damien Perquis            | Tự do                    | Nottingham Forest            | Miễn phí      |
| 22 tháng 7 năm 2016    | Will Vaulks               | Falkirk                  | Rotherham United             | Không tiết lộ |
| 22 tháng 7 năm 2016    | Danny Whitehead           | Wigan Athletic           | Cheltenham Town              | Cho mượn      |
| 22 tháng 7 năm 2016    | Georginio Wijnaldum       | Newcastle United         | Liverpool                    | £25m          |
| 23 tháng 7 năm 2016    | Guillermo Varela          | Manchester United        | Eintracht Frankfurt          | Cho mượn      |
| 25 tháng 7 năm 2016    | Joe Allen                 | Liverpool                | Stoke City                   | £13m          |
| 25 tháng 7 năm 2016    | Ryan Delaney              | Tự do                    | Burton Albion                | Miễn phí      |
| 25 tháng 7 năm 2016    | Lloyd Dyer                | Tự do                    | Burton Albion                | Miễn phí      |
| 25 tháng 7 năm 2016    | Sanmi Odelusi             | Wigan Athletic           | Rochdale                     | Cho mượn      |
| 25 tháng 7 năm 2016    | Ramadan Sobhi             | Al Ahly                  | Stoke City                   | £5m           |
| 25 tháng 7 năm 2016    | Lee Williamson            | Tự do                    | Burton Albion                | Miễn phí      |
| 26 tháng 7 năm 2016    | Jake Buxton               | Derby County             | Wigan Athletic               | Không tiết lộ |
| 26 tháng 7 năm 2016    | Harry Cornick             | AFC Bournemouth          | Leyton Orient                | Cho mượn      |
| 26 tháng 7 năm 2016    | Ryan Kent                 | Liverpool                | Barnsley                     | Cho mượn      |
| 27 tháng 7 năm 2016    | Dennon Lewis              | Watford                  | Woking                       | Cho mượn      |
| 27 tháng 7 năm 2016    | Ivan Lučić                | Bayern Munich            | Bristol City                 | Không tiết lộ |
| 27 tháng 7 năm 2016    | Obbi Oularé               | Watford                  | Zulte Waregem                | Cho mượn      |
| 27 tháng 7 năm 2016    | Brad Smith                | Liverpool                | AFC Bournemouth              | £3m           |
| 28 tháng 7 năm 2016    | Almen Abdi                | Watford                  | Sheffield Wednesday          | Không tiết lộ |
| 28 tháng 7 năm 2016    | Josh Ginnelly             | Burnley                  | Walsall                      | Cho mượn      |
| 28 tháng 7 năm 2016    | Sean Long                 | Reading                  | Cambridge United             | Cho mượn      |
| 28 tháng 7 năm 2016    | Adam Matthews             | Sunderland               | Bristol City                 | Cho mượn      |
| 28 tháng 7 năm 2016    | Daniel Pudil              | Watford                  | Sheffield Wednesday          | Không tiết lộ |
| 28 tháng 7 năm 2016    | Tyler Roberts             | West Bromwich Albion     | Oxford United                | Cho mượn      |
| 28 tháng 7 năm 2016    | Ricky van Wolfswinkel     | Norwich City             | Vitesse                      | Không tiết lộ |
| 29 tháng 7 năm 2016    | Paulo Gazzaniga           | Southampton              | Rayo Vallecano               | Cho mượn      |
| 29 tháng 7 năm 2016    | Bafétimbi Gomis           | Swansea City             | Marseille                    | Cho mượn      |
| 29 tháng 7 năm 2016    | Brad Guzan                | Aston Villa              | Middlesbrough                | Miễn phí      |
| 29 tháng 7 năm 2016    | Hélder Costa              | Benfica                  | Wolverhampton Wanderers      | Cho mượn      |
| 29 tháng 7 năm 2016    | Macaulay Gillesphey       | Newcastle United         | Carlisle United              | Cho mượn      |
| 29 tháng 7 năm 2016    | Kenji Gorré               | Swansea City             | Northampton Town             | Cho mượn      |
| 29 tháng 7 năm 2016    | Yakou Méïte               | Paris Saint-Germain      | Reading                      | Không tiết lộ |
| 29 tháng 7 năm 2016    | Armand Traoré             | Tự do                    | Nottingham Forest            | Miễn phí      |
| 29 tháng 7 năm 2016    | George Williams           | Fulham                   | Milton Keynes Dons           | Cho mượn      |
| 30 tháng 7 năm 2016    | Jack Dunn                 | Liverpool                | Morecambe                    | Cho mượn      |
| 30 tháng 7 năm 2016    | Callum Elder              | Leicester City           | Brentford                    | Cho mượn      |
| 30 tháng 7 năm 2016    | Sílvio                    | Atlético Madrid          | Wolverhampton Wanderers      | Không tiết lộ |
| 1 tháng 8 năm 2016     | Steven Berghuis           | Watford                  | Feyenoord                    | Cho mượn      |
| 1 tháng 8 năm 2016     | Pablo Hernández           | Al-Arabi                 | Leeds United                 | Cho mượn      |
| 1 tháng 8 năm 2016     | Alex McCarthy             | Crystal Palace           | Southampton                  | Không tiết lộ |
| 1 tháng 8 năm 2016     | Jérémy Pied               | Nice                     | Southampton                  | Miễn phí      |
| 1 tháng 8 năm 2016     | Grant Ward                | Tottenham Hotspur        | Ipswich Town                 | Không tiết lộ |
| 2 tháng 8 năm 2016     | Jerome Binnom-Williams    | Crystal Palace           | Peterborough United          | Không tiết lộ |
| 2 tháng 8 năm 2016     | Jón Daði Böðvarsson       | 1. FC Kaiserslautern     | Wolverhampton Wanderers      | Không tiết lộ |
| 2 tháng 8 năm 2016     | Gordon Greer              | Tự do                    | Blackburn Rovers             | Miễn phí      |
| 2 tháng 8 năm 2016     | Idrissa Gueye             | Aston Villa              | Everton                      | £7.1m         |
| 2 tháng 8 năm 2016     | Angus MacDonald           | Torquay United           | Barnsley                     | Không tiết lộ |
| 2 tháng 8 năm 2016     | Baba Rahman               | Chelsea                  | Schalke 04                   | Cho mượn      |
| 2 tháng 8 năm 2016     | Declan Rudd               | Norwich City             | Charlton Athletic            | Cho mượn      |
| 2 tháng 8 năm 2016     | Leroy Sané                | Schalke 04               | Manchester City              | £37m          |
| 2 tháng 8 năm 2016     | João Teixeira             | Benfica                  | Wolverhampton Wanderers      | Cho mượn      |
| 2 tháng 8 năm 2016     | Kelvin Wilson             | Tự do                    | Rotherham United             | Miễn phí      |
| 3 tháng 8 năm 2016     | Ciaran Clark              | Aston Villa              | Newcastle United             | £5m           |
| 3 tháng 8 năm 2016     | Mohamed Diamé             | Hull City                | Newcastle United             | Không tiết lộ |
| 3 tháng 8 năm 2016     | Federico Fazio            | Tottenham Hotspur        | Roma                         | Cho mượn      |
| 3 tháng 8 năm 2016     | Paolo Hurtado             | Reading                  | Vitória de Guimarães         | Cho mượn      |
| 3 tháng 8 năm 2016     | Gabriel Jesus             | Palmeiras                | Manchester City              | £27m          |
| 3 tháng 8 năm 2016     | Bartosz Kapustka          | Cracovia                 | Leicester City               | £7.5m         |
| 3 tháng 8 năm 2016     | Pajtim Kasami             | Olympiacos               | Nottingham Forest            | Cho mượn      |
| 3 tháng 8 năm 2016     | Lee Nicholls              | Wigan Athletic           | Milton Keynes Dons           | Không tiết lộ |
| 3 tháng 8 năm 2016     | Mohamed Salah             | Chelsea                  | Roma                         | Không tiết lộ |
| 3 tháng 8 năm 2016     | Jon Taylor                | Peterborough United      | Rotherham United             | £500,000      |
| 3 tháng 8 năm 2016     | Oliver Norwood            | Reading                  | Brighton & Hove Albion       | Không tiết lộ |
| 4 tháng 8 năm 2016     | Scott Allan               | Celtic                   | Rotherham United             | Cho mượn      |
| 4 tháng 8 năm 2016     | Conor Grant               | Everton                  | Ipswich Town                 | Cho mượn      |
| 4 tháng 8 năm 2016     | Paul Jones                | Portsmouth               | Norwich City                 | Miễn phí      |
| 4 tháng 8 năm 2016     | Ross McCormack            | Fulham                   | Aston Villa                  | £12m          |
| 4 tháng 8 năm 2016     | Jason Pearce              | Wigan Athletic           | Charlton Athletic            | Không tiết lộ |
| 4 tháng 8 năm 2016     | Alex Pritchard            | Tottenham Hotspur        | Norwich City                 | Không tiết lộ |
| 4 tháng 8 năm 2016     | Easah Suliman             | Aston Villa              | Cheltenham Town              | Cho mượn      |
| 4 tháng 8 năm 2016     | Wojciech Szczęsny         | Arsenal                  | Roma                         | Cho mượn      |
| 4 tháng 8 năm 2016     | Florian Thauvin           | Newcastle United         | Marseille                    | Cho mượn      |
| 5 tháng 8 năm 2016     | Tammy Abraham             | Chelsea                  | Bristol City                 | Cho mượn      |
| 5 tháng 8 năm 2016     | Allan                     | Liverpool                | Hertha BSC                   | Cho mượn      |
| 5 tháng 8 năm 2016     | Will Buckley              | Sunderland               | Sheffield Wednesday          | Cho mượn      |
| 5 tháng 8 năm 2016     | Matt Butcher              | AFC Bournemouth          | Yeovil Town                  | Cho mượn      |
| 5 tháng 8 năm 2016     | Michael Cain              | Leicester City           | Blackpool                    | Cho mượn      |
| 5 tháng 8 năm 2016     | Tahvon Campbell           | West Bromwich Albion     | Yeovil Town                  | Cho mượn      |
| 5 tháng 8 năm 2016     | Papy Djilobodji           | Chelsea                  | Sunderland                   | £8m           |
| 5 tháng 8 năm 2016     | Michael Doughty           | Queens Park Rangers      | Swindon Town                 | Cho mượn      |
| 5 tháng 8 năm 2016     | Jay Emmanuel-Thomas       | Queens Park Rangers      | Gillingham                   | Cho mượn      |
| 5 tháng 8 năm 2016     | Russell Griffiths         | Everton                  | Cheltenham Town              | Cho mượn      |
| 5 tháng 8 năm 2016     | Callum Harriott           | Charlton Athletic        | Reading                      | Không tiết lộ |
| 5 tháng 8 năm 2016     | Jon Flanagan              | Liverpool                | Burnley                      | Cho mượn      |
| 5 tháng 8 năm 2016     | Lloyd Jones               | Liverpool                | Swindon Town                 | Cho mượn      |
| 5 tháng 8 năm 2016     | Adam King                 | Swansea City             | Southend United              | Cho mượn      |
| 5 tháng 8 năm 2016     | Fernando Llorente         | Sevilla                  | Swansea City                 | Không tiết lộ |
| 5 tháng 8 năm 2016     | Ryan Sweeney              | Wimbledon                | Stoke City                   | Không tiết lộ |
| 6 tháng 8 năm 2016     | Hamza Choudhury           | Leicester City           | Burton Albion                | Cho mượn      |
| 6 tháng 8 năm 2016     | Jordan Houghton           | Chelsea                  | Doncaster Rovers             | Cho mượn      |
| 6 tháng 8 năm 2016     | Marlos Moreno             | Atlético Nacional        | Manchester City              | £4.75m        |
| 6 tháng 8 năm 2016     | Marlos Moreno             | Manchester City          | Deportivo La Coruña          | Cho mượn      |
| 7 tháng 8 năm 2016     | Scott Sinclair            | Aston Villa              | Celtic                       | Không tiết lộ |
| 8 tháng 8 năm 2016     | Che Adams                 | Sheffield United         | Birmingham City              | Không tiết lộ |
| 8 tháng 8 năm 2016     | André Ayew                | Swansea City             | West Ham United              | £20.5m        |
| 8 tháng 8 năm 2016     | Josh Cullen               | West Ham United          | Bradford City                | Cho mượn      |
| 8 tháng 8 năm 2016     | Jordan Green              | AFC Bournemouth          | Newport County               | Cho mượn      |
| 8 tháng 8 năm 2016     | Arthur Masuaku            | Olympiakos               | West Ham United              | £6m           |
| 8 tháng 8 năm 2016     | Lewin Nyatanga            | Barnsley                 | Northampton Town             | Cho mượn      |
| 8 tháng 8 năm 2016     | John O'Sullivan           | Blackburn Rovers         | Accrington Stanley           | Cho mượn      |
| 8 tháng 8 năm 2016     | Josh Pask                 | West Ham United          | Gillingham                   | Cho mượn      |
| 8 tháng 8 năm 2016     | Josh Sheehan              | Swansea City             | Newport County               | Cho mượn      |
| 8 tháng 8 năm 2016     | Ivan Toney                | Newcastle United         | Shrewsbury Town              | Cho mượn      |
| 9 tháng 8 năm 2016     | Cameron Dawson            | Sheffield Wednesday      | Wycombe Wanderers            | Cho mượn      |
| 9 tháng 8 năm 2016     | Lewis Page                | West Ham United          | Coventry City                | Cho mượn      |
| 9 tháng 8 năm 2016     | Paul Pogba                | Juventus                 | Manchester United            | £89m          |
| 9 tháng 8 năm 2016     | John Stones               | Everton                  | Manchester City              | £47.5m        |
| 10 tháng 8 năm 2016    | Darnell Fisher            | Celtic                   | Rotherham United             | Không tiết lộ |
| 10 tháng 8 năm 2016    | Carlos Sánchez            | Aston Villa              | Fiorentina                   | Cho mượn      |
| 10 tháng 8 năm 2016    | Andrew Taylor             | Wigan Athletic           | Bolton Wanderers             | Cho mượn      |
| 10 tháng 8 năm 2016    | Ashley Williams           | Swansea City             | Everton                      | £12m          |
| 11 tháng 8 năm 2016    | Kieran Agard              | Bristol City             | Milton Keynes Dons           | Không tiết lộ |
| 11 tháng 8 năm 2016    | Luke Ayling               | Bristol City             | Leeds United                 | Không tiết lộ |
| 11 tháng 8 năm 2016    | Borja                     | Atlético Madrid          | Swansea City                 | £15m          |
| 11 tháng 8 năm 2016    | Jordan Botaka             | Leeds United             | Charlton Athletic            | Cho mượn      |
| 11 tháng 8 năm 2016    | Jonathan Calleri          | Deportivo Maldonado      | West Ham United              | Cho mượn      |
| 11 tháng 8 năm 2016f   | Sessi D'Almeida           | Paris Saint-Germain      | Barnsley                     | Miễn phí      |
| 11 tháng 8 năm 2016    | Alex Davey                | Chelsea                  | Crawley Town                 | Cho mượn      |
| 11 tháng 8 năm 2016    | Sam Gallagher             | Southampton              | Blackburn Rovers             | Cho mượn      |
| 11 tháng 8 năm 2016[d] | Donald Love               | Manchester United        | Sunderland                   | £1m           |
| 11 tháng 8 năm 2016[d] | Paddy McNair              | Manchester United        | Sunderland                   | £4.5m         |
| 12 tháng 8 năm 2016    | Dominic Ball              | Tottenham Hotspur        | Rotherham United             | Không tiết lộ |
| 12 tháng 8 năm 2016    | Harry Chapman             | Middlesbrough            | Sheffield United             | Cho mượn      |
| 12 tháng 8 năm 2016    | James Chester             | West Bromwich Albion     | Aston Villa                  | Không tiết lộ |
| 12 tháng 8 năm 2016    | Fábio                     | Cardiff City             | Middlesbrough                | £2m           |
| 12 tháng 8 năm 2016    | Elias Fritjof Sørensen    | HB Køge                  | Newcastle United             | Không tiết lộ |
| 12 tháng 8 năm 2016    | Darnell Furlong           | Queens Park Rangers      | Swindon Town                 | Cho mượn      |
| 12 tháng 8 năm 2016    | George Green              | Burnley                  | Kilmarnock                   | Cho mượn      |
| 12 tháng 8 năm 2016    | Emyr Huws                 | Wigan Athletic           | Cardiff City                 | Không tiết lộ |
| 12 tháng 8 năm 2016    | Adnan Januzaj             | Manchester United        | Sunderland                   | Cho mượn      |
| 12 tháng 8 năm 2016    | Alex Jones                | Birmingham City          | Port Vale                    | Cho mượn      |
| 12 tháng 8 năm 2016    | Jozabed                   | Rayo Vallecano           | Fulham                       | Không tiết lộ |
| 12 tháng 8 năm 2016    | Chris Long                | Burnley                  | Fleetwood Town               | Cho mượn      |
| 12 tháng 8 năm 2016    | Danilo Pantić             | Chelsea                  | Excelsior                    | Cho mượn      |
| 12 tháng 8 năm 2016    | Greg Stewart              | Dundee                   | Birmingham City              | £500,000      |
| 12 tháng 8 năm 2016    | Bertrand Traoré           | Chelsea                  | Ajax                         | Cho mượn      |
| 12 tháng 8 năm 2016    | Luke Varney               | Tự do                    | Ipswich Town                 | Miễn phí      |
| 13 tháng 8 năm 2016    | Dorus de Vries            | Nottingham Forest        | Celtic                       | Không tiết lộ |
| 13 tháng 8 năm 2016    | George Glendon            | Manchester City          | Fleetwood Town               | Cho mượn      |
| 13 tháng 8 năm 2016    | Shaun MacDonald           | AFC Bournemouth          | Wigan Athletic               | Không tiết lộ |
| 14 tháng 8 năm 2016    | Michael Hector            | Chelsea                  | Eintracht Frankfurt          | Cho mượn      |
| 15 tháng 8 năm 2016    | Jamal Blackman            | Chelsea                  | Wycombe Wanderers            | Cho mượn      |
| 15 tháng 8 năm 2016    | Yannick Bolasie           | Crystal Palace           | Everton                      | £25m          |
| 15 tháng 8 năm 2016    | Izzy Brown                | Chelsea                  | Rotherham United             | Cho mượn      |
| 15 tháng 8 năm 2016    | Moha El Ouriachi          | Stoke City               | Shrewsbury Town              | Cho mượn      |
| 15 tháng 8 năm 2016    | Connor Hunte              | Wolverhampton Wanderers  | Stevenage                    | Cho mượn      |
| 15 tháng 8 năm 2016    | Prince Oniangué           | Stade Reims              | Wolverhampton Wanderers      | Không tiết lộ |
| 15 tháng 8 năm 2016    | Jordan Turnbull           | Southampton              | Coventry City                | Không tiết lộ |
| 15 tháng 8 năm 2016    | George Waring             | Stoke City               | Shrewsbury Town              | Cho mượn      |
| 15 tháng 8 năm 2016    | Marc Wilson               | Stoke City               | AFC Bournemouth              | £2m           |
| 16 tháng 8 năm 2016    | Liam Bridcutt             | Sunderland               | Leeds United                 | Không tiết lộ |
| 16 tháng 8 năm 2016    | Steven Defour             | Anderlecht               | Burnley                      | £7.35m        |
| 16 tháng 8 năm 2016    | Luke Garbutt              | Everton                  | Wigan Athletic               | Cho mượn      |
| 16 tháng 8 năm 2016    | David Jones               | Burnley                  | Sheffield Wednesday          | Không tiết lộ |
| 16 tháng 8 năm 2016    | Vincent Rabiega           | RB Leipzig               | Bradford City                | Miễn phí      |
| 16 tháng 8 năm 2016    | Mario Suárez              | Watford                  | Valencia                     | Cho mượn      |
| 17 tháng 8 năm 2016    | Chris Dawson              | Rotherham United         | Viking                       | Cho mượn      |
| 17 tháng 8 năm 2016    | Jordi Gómez               | Sunderland               | Wigan Athletic               | Miễn phí      |
| 17 tháng 8 năm 2016    | Mile Jedinak              | Crystal Palace           | Aston Villa                  | Không tiết lộ |
| 18 tháng 8 năm 2016    | Tom Adeyemi               | Cardiff City             | Rotherham United             | Cho mượn      |
| 18 tháng 8 năm 2016    | Dan Agyei                 | Burnley                  | Coventry City                | Cho mượn      |
| 18 tháng 8 năm 2016    | Jason Davidson            | Huddersfield Town        | Groningen                    | Cho mượn      |
| 18 tháng 8 năm 2016    | Pontus Jansson            | Torino                   | Leeds United                 | Cho mượn      |
| 18 tháng 8 năm 2016    | Craig Tanner              | Reading                  | Plymouth Argyle              | Cho mượn      |
| 18 tháng 8 năm 2016    | Sandro Wieser             | Thun                     | Reading                      | Miễn phí      |
| 19 tháng 8 năm 2016    | Koby Arthur               | Birmingham City          | Cheltenham Town              | Cho mượn      |
| 19 tháng 8 năm 2016    | Phil Edwards              | Burton Albion            | Oxford United                | Cho mượn      |
| 19 tháng 8 năm 2016    | Luke Hendrie              | Burnley                  | Kilmarnock                   | Cho mượn      |
| 19 tháng 8 năm 2016    | Younès Kaboul             | Sunderland               | Watford                      | £4m           |
| 19 tháng 8 năm 2016    | Jack McBean               | LA Galaxy                | Reading                      | Cho mượn      |
| 19 tháng 8 năm 2016    | Simon Moore               | Cardiff City             | Sheffield United             | Không tiết lộ |
| 19 tháng 8 năm 2016    | Roberto Pereyra           | Juventus                 | Watford                      | £12m          |
| 19 tháng 8 năm 2016    | Steven Pienaar            | Tự do                    | Sunderland                   | Miễn phí      |
| 19 tháng 8 năm 2016    | Vincent Sasso             | Braga                    | Sheffield Wednesday          | Không tiết lộ |
| 20 tháng 8 năm 2016    | Christian Benteke         | Liverpool                | Crystal Palace               | £27m          |
| 20 tháng 8 năm 2016    | John Brayford             | Sheffield United         | Burton Albion                | Cho mượn      |
| 20 tháng 8 năm 2016    | Joe Garner                | Preston North End        | Rangers                      | Không tiết lộ |
| 20 tháng 8 năm 2016    | Liam Moore                | Leicester City           | Reading                      | Không tiết lộ |
| 20 tháng 8 năm 2016    | James Wilson              | Manchester United        | Derby County                 | Cho mượn      |
| 20 tháng 8 năm 2016    | Martyn Woolford           | Sheffield United         | Fleetwood Town               | Miễn phí      |
| 21 tháng 8 năm 2016    | Joel Campbell             | Arsenal                  | Sporting CP                  | Cho mượn      |
| 22 tháng 8 năm 2016    | Tyler Blackett            | Manchester United        | Reading                      | Không tiết lộ |
| 22 tháng 8 năm 2016    | Cameron Borthwick-Jackson | Manchester United        | Wolverhampton Wanderers      | Cho mượn      |
| 22 tháng 8 năm 2016    | Siem de Jong              | Newcastle United         | PSV Eindhoven                | Cho mượn      |
| 22 tháng 8 năm 2016    | Brendan Galloway          | Everton                  | West Bromwich Albion         | Cho mượn      |
| 22 tháng 8 năm 2016    | Rouwen Hennings           | Burnley                  | Fortuna Düsseldorf           | Cho mượn      |
| 22 tháng 8 năm 2016    | Ola John                  | Benfica                  | Wolverhampton Wanderers      | Cho mượn      |
| 23 tháng 8 năm 2016    | Ritchie De Laet           | Leicester City           | Aston Villa                  | Không tiết lộ |
| 23 tháng 8 năm 2016    | Marko Marin               | Chelsea                  | Olympiacos                   | £2.5m         |
| 23 tháng 8 năm 2016    | Kevin Mbabu               | Newcastle United         | Young Boys                   | Cho mượn      |
| 22 tháng 8 năm 2016    | Andreas Pereira           | Manchester United        | Granada                      | Cho mượn      |
| 23 tháng 8 năm 2016    | Ragnar Sigurðsson         | Krasnodar                | Fulham                       | Không tiết lộ |
| 24 tháng 8 năm 2016    | Simon Church              | Milton Keynes Dons       | Roda JC                      | Không tiết lộ |
| 24 tháng 8 năm 2016    | Tareiq Holmes-Dennis      | Charlton Athletic        | Huddersfield Town            | Không tiết lộ |
| 24 tháng 8 năm 2016    | Daryl Janmaat             | Newcastle United         | Watford                      | Không tiết lộ |
| 24 tháng 8 năm 2016    | Kelle Roos                | Derby County             | Bristol Rovers               | Cho mượn      |
| 24 tháng 8 năm 2016    | Henri Saivet              | Newcastle United         | Saint-Étienne                | Cho mượn      |
| 24 tháng 8 năm 2016    | Vladimir Stojković        | Maccabi Haifa            | Nottingham Forest            | Không tiết lộ |
| 24 tháng 8 năm 2016    | James Vaughan             | Birmingham City          | Bury                         | Miễn phí      |
| 24 tháng 8 năm 2016    | Jordan Veretout           | Aston Villa              | Saint-Étienne                | Cho mượn      |
| 24 tháng 8 năm 2016    | DeAndre Yedlin            | Tottenham Hotspur        | Newcastle United             | £5m           |
| 25 tháng 8 năm 2016    | Marcus Beauchamp          | Norwich City             | Newport County               | Miễn phí      |
| 25 tháng 8 năm 2016    | Nabil Bentaleb            | Tottenham Hotspur        | Schalke 04                   | Cho mượn      |
| 25 tháng 8 năm 2016    | Claudio Bravo             | Barcelona                | Manchester City              | £15.4m        |
| 25 tháng 8 năm 2016    | Calum Butcher             | Burton Albion            | Millwall                     | Miễn phí      |
| 25 tháng 8 năm 2016    | Harry Campbell            | Bolton Wanderers         | Burton Albion                | Miễn phí      |
| 25 tháng 8 năm 2016    | Bersant Celina            | Manchester City          | FC Twente                    | Cho mượn      |
| 25 tháng 8 năm 2016    | Henry Cowans              | Aston Villa              | Stevenage                    | Cho mượn      |
| 25 tháng 8 năm 2016    | Robert Dickie             | Reading                  | Cheltenham Town              | Cho mượn      |
| 25 tháng 8 năm 2016    | Eduardo                   | Dinamo Zagreb            | Chelsea                      | Không tiết lộ |
| 25 tháng 8 năm 2016    | Edimilson Fernandes       | Sion                     | West Ham United              | £5.5m         |
| 25 tháng 8 năm 2016    | Sam Hart                  | Liverpool                | Port Vale                    | Cho mượn      |
| 25 tháng 8 năm 2016    | Tim Krul                  | Newcastle United         | Ajax                         | Cho mượn      |
| 25 tháng 8 năm 2016    | Ryan Ledson               | Everton                  | Oxford United                | Không tiết lộ |
| 25 tháng 8 năm 2016    | Javier Manquillo          | Atlético Madrid          | Sunderland                   | Cho mượn      |
| 25 tháng 8 năm 2016    | William Miller            | Tottenham Hotspur        | Burton Albion                | Cho mượn      |
| 25 tháng 8 năm 2016    | Taylor Moore              | Lens                     | Bristol City                 | Không tiết lộ |
| 25 tháng 8 năm 2016    | Connor Roberts            | Swansea City             | Bristol Rovers               | Cho mượn      |
| 25 tháng 8 năm 2016    | Martin Samuelsen          | West Ham United          | Blackburn Rovers             | Cho mượn      |
| 25 tháng 8 năm 2016    | Ben Whitfield             | AFC Bournemouth          | Yeovil Town                  | Cho mượn      |
| 26 tháng 8 năm 2016    | Ben Amos                  | Bolton Wanderers         | Cardiff City                 | Cho mượn      |
| 26 tháng 8 năm 2016    | Takuma Asano              | Arsenal                  | VfB Stuttgart                | Cho mượn      |
| 26 tháng 8 năm 2016    | Shaun Barker              | Tự do                    | Burton Albion                | Miễn phí      |
| 26 tháng 8 năm 2016    | Joe Bennett               | Aston Villa              | Cardiff City                 | Không tiết lộ |
| 26 tháng 8 năm 2016    | Gaël Bigirimana           | Newcastle United         | Coventry City                | Không tiết lộ |
| 26 tháng 8 năm 2016    | Jonathan Bond             | Reading                  | Gillingham                   | Cho mượn      |
| 26 tháng 8 năm 2016    | Shane Duffy               | Blackburn Rovers         | Brighton & Hove Albion       | Không tiết lộ |
| 26 tháng 8 năm 2016    | Paul Gladon               | Heracles Almelo          | Wolverhampton Wanderers      | Không tiết lộ |
| 26 tháng 8 năm 2016    | Tommie Hoban              | Watford                  | Blackburn Rovers             | Cho mượn      |
| 26 tháng 8 năm 2016    | Stefan Johansen           | Celtic                   | Fulham                       | Không tiết lộ |
| 26 tháng 8 năm 2016    | Neeskens Kebano           | Genk                     | Fulham                       | Không tiết lộ |
| 26 tháng 8 năm 2016    | Stuart Taylor             | Tự do                    | Southampton                  | Miễn phí      |
| 26 tháng 8 năm 2016    | Kevin Toner               | Aston Villa              | Walsall                      | Cho mượn      |
| 26 tháng 8 năm 2016    | Derrick Williams          | Bristol City             | Blackburn Rovers             | Không tiết lộ |
| 26 tháng 8 năm 2016    | Oleksandr Zinchenko       | Manchester City          | PSV                          | Cho mượn      |
| 27 tháng 8 năm 2016    | Joe Bennett               | Aston Villa              | Cardiff City                 | Miễn phí      |
| 27 tháng 8 năm 2016    | Jores Okore               | Aston Villa              | Copenhagen                   | Không tiết lộ |
| 27 tháng 8 năm 2016    | Mario Pašalić             | Chelsea                  | Milan                        | Cho mượn      |
| 27 tháng 8 năm 2016    | Jamie Paterson            | Nottingham Forest        | Bristol City                 | Không tiết lộ |
| 27 tháng 8 năm 2016    | Matěj Vydra               | Watford                  | Derby County                 | £8m           |
| 28 tháng 8 năm 2016    | Oliver Burke              | Nottingham Forest        | RB Leipzig                   | £13m          |
| 28 tháng 8 năm 2016    | Achraf Lazaar             | Palermo                  | Newcastle United             | Không tiết lộ |
| 28 tháng 8 năm 2016    | Daryl Murphy              | Ipswich Town             | Newcastle United             | £3m           |
| 28 tháng 8 năm 2016    | Simone Zaza               | Juventus                 | West Ham United              | Cho mượn      |
| 29 tháng 8 năm 2016    | Sofiane Boufal            | Lille                    | Southampton                  | £16m          |
| 29 tháng 8 năm 2016    | Nacer Chadli              | Tottenham Hotspur        | West Bromwich Albion         | £13m          |
| 29 tháng 8 năm 2016    | Kyle Dempsey              | Huddersfield Town        | Fleetwood Town               | Cho mượn      |
| 29 tháng 8 năm 2016    | Joleon Lescott            | Aston Villa              | AEK Athens                   | Miễn phí      |
| 29 tháng 8 năm 2016    | Stefano Okaka             | Anderlecht               | Watford                      | Không tiết lộ |
| 30 tháng 8 năm 2016    | Adam Armstrong            | Newcastle United         | Barnsley                     | Cho mượn      |
| 30 tháng 8 năm 2016    | Patrick Bamford           | Chelsea                  | Burnley                      | Cho mượn      |
| 30 tháng 8 năm 2016    | Leon Best                 | Tự do                    | Ipswich Town                 | Miễn phí      |
| 30 tháng 8 năm 2016    | Reece Burke               | West Ham United          | Wigan Athletic               | Cho mượn      |
| 30 tháng 8 năm 2016    | Calum Chambers            | Arsenal                  | Middlesbrough                | Cho mượn      |
| 30 tháng 8 năm 2016    | Adam Chicksen             | Tự do                    | Charlton Athletic            | Miễn phí      |
| 30 tháng 8 năm 2016    | Bradley Fewster           | Middlesbrough            | Hartlepool United            | Cho mượn      |
| 30 tháng 8 năm 2016    | Cristian Gamboa           | West Bromwich Albion     | Celtic                       | Không tiết lộ |
| 30 tháng 8 năm 2016    | Brad Halliday             | Middlesbrough            | Cambridge United             | Không tiết lộ |
| 30 tháng 8 năm 2016    | Tom Heardman              | Newcastle United         | Hartlepool United            | Cho mượn      |
| 30 tháng 8 năm 2016    | Adam Jackson              | Middlesbrough            | Barnsley                     | Không tiết lộ |
| 30 tháng 8 năm 2016    | Will Keane                | Manchester United        | Hull City                    | Không tiết lộ |
| 30 tháng 8 năm 2016    | Kenedy                    | Chelsea                  | Watford                      | Cho mượn      |
| 30 tháng 8 năm 2016    | Jack King                 | Scunthorpe United        | Stevenage                    | Cho mượn      |
| 30 tháng 8 năm 2016    | Jonathan Kodjia           | Bristol City             | Aston Villa                  | £11m          |
| 30 tháng 8 năm 2016    | Freddie Ladapo            | Crystal Palace           | Oldham Athletic              | Cho mượn      |
| 30 tháng 8 năm 2016    | Caolan Lavery             | Sheffield Wednesday      | Sheffield United             | Không tiết lộ |
| 30 tháng 8 năm 2016    | Tom Lawrence              | Leicester City           | Ipswich Town                 | Cho mượn      |
| 30 tháng 8 năm 2016    | Jeremain Lens             | Sunderland               | Fenerbahçe                   | Cho mượn      |
| 30 tháng 8 năm 2016    | Adrian Mariappa           | Tự do                    | Watford                      | Miễn phí      |
| 30 tháng 8 năm 2016    | David Marshall            | Cardiff City             | Hull City                    | Không tiết lộ |
| 30 tháng 8 năm 2016    | Ryan Mason                | Tottenham Hotspur        | Hull City                    | Không tiết lộ |
| 30 tháng 8 năm 2016    | Alfie Mawson              | Barnsley                 | Swansea City                 | £5m           |
| 30 tháng 8 năm 2016    | Shkodran Mustafi          | Valencia                 | Arsenal                      | £35m          |
| 30 tháng 8 năm 2016    | Nélson Oliveira           | Benfica                  | Norwich City                 | Không tiết lộ |
| 30 tháng 8 năm 2016    | Lucas Pérez               | Deportivo La Coruña      | Arsenal                      | £17.1m        |
| 30 tháng 8 năm 2016    | Loïc Rémy                 | Chelsea                  | Crystal Palace               | Cho mượn      |
| 30 tháng 8 năm 2016    | Romain Saïss              | Angers                   | Wolverhampton Wanderers      | Không tiết lộ |
| 30 tháng 8 năm 2016    | Idrissa Sylla             | Anderlecht               | Queens Park Rangers          | Không tiết lộ |
| 31 tháng 8 năm 2016    | Albert Adomah             | Middlesbrough            | Aston Villa                  | Không tiết lộ |
| 31 tháng 8 năm 2016    | Luis Alberto              | Liverpool                | Lazio                        | £4.3m         |
| 31 tháng 8 năm 2016    | Marcos Alonso             | Fiorentina               | Chelsea                      | £23m          |
| 31 tháng 8 năm 2016    | Sammy Ameobi              | Newcastle United         | Bolton Wanderers             | Cho mượn      |
| 31 tháng 8 năm 2016    | Keshi Anderson            | Crystal Palace           | Bolton Wanderers             | Cho mượn      |
| 31 tháng 8 năm 2016    | Tom Anderson              | Burnley                  | Chesterfield                 | Cho mượn      |
| 31 tháng 8 năm 2016    | Tony Andreu               | Norwich City             | Dundee United                | Cho mượn      |
| 31 tháng 8 năm 2016    | Ikechi Anya               | Watford                  | Derby County                 | Không tiết lộ |
| 31 tháng 8 năm 2016    | Álvaro Arbeloa            | Real Madrid              | West Ham United              | Miễn phí      |
| 31 tháng 8 năm 2016    | Christian Atsu            | Chelsea                  | Newcastle United             | Cho mượn      |
| 31 tháng 8 năm 2016    | Mario Balotelli           | Liverpool                | Nice                         | Miễn phí      |
| 31 tháng 8 năm 2016    | Alex Baptiste             | Middlesbrough            | Preston North End            | Cho mượn      |
| 31 tháng 8 năm 2016    | Nathan Baxter             | Chelsea                  | Metropolitan Police          | Cho mượn      |
| 31 tháng 8 năm 2016    | Hiram Boateng             | Crystal Palace           | Bristol Rovers               | Cho mượn      |
| 31 tháng 8 năm 2016    | Wilfried Bony             | Manchester City          | Stoke City                   | Cho mượn      |
| 31 tháng 8 năm 2016    | Nicolai Brock-Madsen      | Birmingham City          | PEC Zwolle                   | Cho mượn      |
| 31 tháng 8 năm 2016    | Kean Bryan                | Manchester City          | Bury                         | Cho mượn      |
| 31 tháng 8 năm 2016    | Nathan Byrne              | Wolverhampton Wanderers  | Wigan Athletic               | Không tiết lộ |
| 31 tháng 8 năm 2016    | Kyle Cameron              | Newcastle United         | Newport County               | Cho mượn      |
| 31 tháng 8 năm 2016    | Mustapha Carayol          | Middlesbrough            | Nottingham Forest            | Miễn phí      |
| 31 tháng 8 năm 2016    | Baily Cargill             | AFC Bournemouth          | Gillingham                   | Cho mượn      |
| 31 tháng 8 năm 2016    | Ivan Cavaleiro            | Monaco                   | Wolverhampton Wanderers      | Không tiết lộ |
| 31 tháng 8 năm 2016    | Jake Charles              | Huddersfield Town        | Barnsley                     | Không tiết lộ |
| 31 tháng 8 năm 2016    | Jake Clarke-Salter        | Chelsea                  | Bristol Rovers               | Cho mượn      |
| 31 tháng 8 năm 2016    | Ryan Colclough            | Wigan Athletic           | Milton Keynes Dons           | Cho mượn      |
| 31 tháng 8 năm 2016    | Larnell Cole              | Fulham                   | Inverness Caledonian Thistle | Cho mượn      |
| 31 tháng 8 năm 2016    | Charlie Colkett           | Chelsea                  | Bristol Rovers               | Cho mượn      |
| 31 tháng 8 năm 2016    | Aaron Collins             | Wolverhampton Wanderers  | Notts County                 | Cho mượn      |
| 31 tháng 8 năm 2016    | Brandon Comley            | Queens Park Rangers      | Grimsby Town                 | Cho mượn      |
| 31 tháng 8 năm 2016    | Dion Conroy               | Chelsea                  | Aldershot Town               | Cho mượn      |
| 31 tháng 8 năm 2016    | Luke Croll                | Crystal Palace           | Exeter City                  | Cho mượn      |
| 31 tháng 8 năm 2016    | Juan Cuadrado             | Chelsea                  | Juventus                     | Cho mượn      |
| 31 tháng 8 năm 2016    | Cristián Cuevas           | Chelsea                  | Sint-Truiden                 | Cho mượn      |
| 31 tháng 8 năm 2016    | Jason Denayer             | Manchester City          | Sunderland                   | Cho mượn      |
| 31 tháng 8 năm 2016    | Nicolao Dumitru           | Napoli                   | Nottingham Forest            | Cho mượn      |
| 31 tháng 8 năm 2016    | Cameron Dummigan          | Burnley                  | Oldham Athletic              | Không tiết lộ |
| 31 tháng 8 năm 2016    | Ethan Ebanks-Landell      | Wolverhampton Wanderers  | Sheffield United             | Cho mượn      |
| 31 tháng 8 năm 2016    | Marvin Emnes              | Swansea City             | Blackburn Rovers             | Cho mượn      |
| 31 tháng 8 năm 2016    | Gustav Engvall            | Göteborg                 | Bristol City                 | Không tiết lộ |
| 31 tháng 8 năm 2016    | Dimitar Evtimov           | Nottingham Forest        | Olhanense                    | Cho mượn      |
| 31 tháng 8 năm 2016    | Shay Facey                | Manchester City          | Heerenveen                   | Cho mượn      |
| 31 tháng 8 năm 2016    | Islam Feruz               | Chelsea                  | Royal Excel Mouscron         | Cho mượn      |
| 31 tháng 8 năm 2016    | Tariqe Fosu               | Reading                  | Colchester United            | Cho mượn      |
| 31 tháng 8 năm 2016    | Dael Fry                  | Middlesbrough            | Rotherham United             | Cho mượn      |
| 31 tháng 8 năm 2016    | Dominic Gape              | Southampton              | Wycombe Wanderers            | Cho mượn      |
| 31 tháng 8 năm 2016    | Paul Garita               | Bristol City             | Plymouth Argyle              | Cho mượn      |
| 31 tháng 8 năm 2016    | Alex Gilliead             | Newcastle United         | Luton Town                   | Cho mượn      |
| 31 tháng 8 năm 2016    | Serge Gnabry              | Arsenal                  | Werder Bremen                | Không tiết lộ |
| 31 tháng 8 năm 2016    | Lee Grant                 | Derby County             | Stoke City                   | Cho mượn      |
| 31 tháng 8 năm 2016    | Reece Grego-Cox           | Queens Park Rangers      | Newport County               | Cho mượn      |
| 31 tháng 8 năm 2016    | Jack Grimmer              | Fulham                   | Shrewsbury Town              | Cho mượn      |
| 31 tháng 8 năm 2016    | Joe Hart                  | Manchester City          | Torino                       | Cho mượn      |
| 31 tháng 8 năm 2016    | Rhys Healy                | Cardiff City             | Newport County               | Cho mượn      |
| 31 tháng 8 năm 2016    | Dean Henderson            | Manchester United        | Grimsby Town                 | Cho mượn      |
| 31 tháng 8 năm 2016    | Jeff Hendrick             | Derby County             | Burnley                      | £10.5m        |
| 31 tháng 8 năm 2016    | Markus Henriksen          | AZ                       | Hull City                    | Cho mượn      |
| 31 tháng 8 năm 2016    | Jack Hendry               | Wigan Athletic           | Milton Keynes Dons           | Cho mượn      |
| 31 tháng 8 năm 2016    | James Henry               | Wolverhampton Wanderers  | Bolton Wanderers             | Cho mượn      |
| 31 tháng 8 năm 2016    | Rico Henry                | Walsall                  | Brentford                    | £1.5m         |
| 31 tháng 8 năm 2016    | Dominic Hyam              | Reading                  | Portsmouth                   | Cho mượn      |
| 31 tháng 8 năm 2016    | Alex Iacovitti            | Nottingham Forest        | Mansfield Town               | Cho mượn      |
| 31 tháng 8 năm 2016    | Gökhan Inler              | Leicester City           | Beşiktaş                     | Miễn phí      |
| 31 tháng 8 năm 2016    | Ryan Inniss               | Crystal Palace           | Southend United              | Cho mượn      |
| 31 tháng 8 năm 2016    | Alex Jakubiak             | Watford                  | Fleetwood Town               | Cho mượn      |
| 31 tháng 8 năm 2016    | Saidy Janko               | Celtic                   | Barnsley                     | Cho mượn      |
| 31 tháng 8 năm 2016    | Joselu                    | Stoke City               | Deportivo La Coruña          | Cho mượn      |
| 31 tháng 8 năm 2016    | Lukas Jutkiewicz          | Burnley                  | Birmingham City              | Cho mượn      |
| 31 tháng 8 năm 2016    | Sullay Kaikai             | Crystal Palace           | Brentford                    | Cho mượn      |
| 31 tháng 8 năm 2016    | Glen Kamara               | Arsenal                  | Colchester United            | Cho mượn      |
| 31 tháng 8 năm 2016    | Cole Kpekawa              | Queens Park Rangers      | Barnsley                     | Không tiết lộ |
| 31 tháng 8 năm 2016    | Daniel Lafferty           | Burnley                  | Sheffield United             | Cho mượn      |
| 31 tháng 8 năm 2016    | Rickie Lambert            | West Bromwich Albion     | Cardiff City                 | Không tiết lộ |
| 31 tháng 8 năm 2016    | Adam le Fondre            | Cardiff City             | Wigan Athletic               | Cho mượn      |
| 31 tháng 8 năm 2016    | Licá                      | Porto                    | Nottingham Forest            | Không tiết lộ |
| 31 tháng 8 năm 2016    | Pau López                 | Espanyol                 | Tottenham Hotspur            | Cho mượn      |
| 31 tháng 8 năm 2016    | David Luiz                | Paris Saint-Germain      | Chelsea                      | £34m          |
| 31 tháng 8 năm 2016    | James Maddison            | Norwich City             | Aberdeen                     | Cho mượn      |
| 31 tháng 8 năm 2016    | Eliaquim Mangala          | Manchester City          | Valencia                     | Cho mượn      |
| 31 tháng 8 năm 2016    | Lazar Marković            | Liverpool                | Sporting CP                  | Cho mượn      |
| 31 tháng 8 năm 2016    | Chris Martin              | Derby County             | Fulham                       | Cho mượn      |
| 31 tháng 8 năm 2016    | Bruno Martins Indi        | Porto                    | Stoke City                   | Cho mượn      |
| 31 tháng 8 năm 2016    | Ntumba Massanka           | Burnley                  | Morecambe                    | Cho mượn      |
| 31 tháng 8 năm 2016    | Dieumerci Mbokani         | Dynamo Kyiv              | Hull City                    | Cho mượn      |
| 31 tháng 8 năm 2016    | Aiden McGeady             | Everton                  | Preston North End            | Cho mượn      |
| 31 tháng 8 năm 2016    | Luke McGee                | Tottenham Hotspur        | Peterborough United          | Cho mượn      |
| 31 tháng 8 năm 2016    | Cameron McJannett         | Luton Town               | Stoke City                   | Không tiết lộ |
| 31 tháng 8 năm 2016    | Harry McKirdy             | Aston Villa              | Peterborough United          | Cho mượn      |
| 31 tháng 8 năm 2016    | Marc McNulty              | Sheffield United         | Bradford City                | Cho mượn      |
| 31 tháng 8 năm 2016    | Matt Miazga               | Chelsea                  | Vitesse                      | Cho mượn      |
| 31 tháng 8 năm 2016[e] | Mika                      | Boavista                 | Sunderland                   | Không tiết lộ |
| 31 tháng 8 năm 2016    | George Moncur             | Barnsley                 | Peterborough United          | Cho mượn      |
| 31 tháng 8 năm 2016    | Sam Morsy                 | Wigan Athletic           | Barnsley                     | Cho mượn      |
| 31 tháng 8 năm 2016    | Charlie Mulgrew           | Celtic                   | Blackburn Rovers             | Miễn phí      |
| 31 tháng 8 năm 2016    | Samir Nasri               | Manchester City          | Sevilla                      | Cho mượn      |
| 31 tháng 8 năm 2016    | Didier N'Dong             | Lorient                  | Sunderland                   | £13.6m        |
| 31 tháng 8 năm 2016    | Clinton N'Jie             | Tottenham Hotspur        | Marseille                    | Cho mượn      |
| 31 tháng 8 năm 2016    | Georges-Kévin N'Koudou    | Marseille                | Tottenham Hotspur            | £9m           |
| 31 tháng 8 năm 2016    | Allan Nyom                | Watford                  | West Bromwich Albion         | Không tiết lộ |
| 31 tháng 8 năm 2016    | Nathan Oduwa              | Tottenham Hotspur        | Peterborough United          | Cho mượn      |
| 31 tháng 8 năm 2016    | Eunan O'Kane              | AFC Bournemouth          | Leeds United                 | Không tiết lộ |
| 31 tháng 8 năm 2016    | Kenneth Omeruo            | Chelsea                  | Alanyaspor                   | Cho mượn      |
| 31 tháng 8 năm 2016    | Joel Castro Pereira       | Manchester United        | Belenenses                   | Cho mượn      |
| 31 tháng 8 năm 2016    | Lucas Piazon              | Chelsea                  | Fulham                       | Cho mượn      |
| 31 tháng 8 năm 2016    | Adam Reach                | Middlesbrough            | Sheffield Wednesday          | Không tiết lộ |
| 31 tháng 8 năm 2016    | Emmanuel Rivière          | Newcastle United         | Osasuna                      | Cho mượn      |
| 31 tháng 8 năm 2016    | Hal Robson-Kanu           | Tự do                    | West Bromwich Albion         | Miễn phí      |
| 31 tháng 8 năm 2016    | Jack Senior               | Huddersfield Town        | Luton Town                   | Không tiết lộ |
| 31 tháng 8 năm 2016    | Moussa Sissoko            | Newcastle United         | Tottenham Hotspur            | £30m          |
| 31 tháng 8 năm 2016    | Islam Slimani             | Sporting CP              | Leicester City               | £29m          |
| 31 tháng 8 năm 2016    | Richard Smallwood         | Rotherham United         | Scunthorpe United            | Cho mượn      |
| 31 tháng 8 năm 2016    | Renny Smith               | Burnley                  | Vicenza                      | Không tiết lộ |
| 31 tháng 8 năm 2016    | Jack Stacey               | Reading                  | Exeter City                  | Cho mượn      |
| 31 tháng 8 năm 2016    | Richard Stearman          | Fulham                   | Wolverhampton Wanderers      | Cho mượn      |
| 31 tháng 8 năm 2016    | Jamie Sterry              | Newcastle United         | Coventry City                | Cho mượn      |
| 31 tháng 8 năm 2016    | Franck Tabanou            | Swansea City             | Granada                      | Cho mượn      |
| 31 tháng 8 năm 2016    | Shani Tarashaj            | Everton                  | Eintracht Frankfurt          | Cho mượn      |
| 31 tháng 8 năm 2016    | Tom Thorpe                | Rotherham United         | Bolton Wanderers             | Cho mượn      |
| 31 tháng 8 năm 2016    | Harry Toffolo             | Norwich City             | Scunthorpe United            | Cho mượn      |
| 31 tháng 8 năm 2016    | Adama Traoré              | Aston Villa              | Middlesbrough                | Không tiết lộ |
| 31 tháng 8 năm 2016    | Shaun Tuton               | Barnsley                 | Grimsby Town                 | Cho mượn      |
| 31 tháng 8 năm 2016    | Fredrik Ulvestad          | Burnley                  | Charlton Athletic            | Cho mượn      |
| 31 tháng 8 năm 2016    | Enner Valencia            | West Ham United          | Everton                      | Cho mượn      |
| 31 tháng 8 năm 2016    | Lars Veldwijk             | Nottingham Forest        | Kortrijk                     | Không tiết lộ |
| 31 tháng 8 năm 2016    | Marnick Vermijl           | Sheffield Wednesday      | Preston North End            | Không tiết lộ |
| 31 tháng 8 năm 2016    | Haris Vučkić              | Newcastle United         | Bradford City                | Cho mượn      |
| 31 tháng 8 năm 2016    | Zak Vyner                 | Bristol City             | Accrington Stanley           | Cho mượn      |
| 31 tháng 8 năm 2016    | Tom Walker                | Bolton Wanderers         | Bury                         | Cho mượn      |
| 31 tháng 8 năm 2016    | Tyler Walker              | Nottingham Forest        | Stevenage                    | Cho mượn      |
| 31 tháng 8 năm 2016    | Jamie Ward                | Nottingham Forest        | Burton Albion                | Cho mượn      |
| 31 tháng 8 năm 2016    | Chris Weale               | Tự do                    | Derby County                 | Miễn phí      |
| 31 tháng 8 năm 2016    | James Weir                | Manchester United        | Hull City                    | Không tiết lộ |
| 31 tháng 8 năm 2016    | Rhoys Wiggins             | AFC Bournemouth          | Birmingham City              | Cho mượn      |
| 31 tháng 8 năm 2016    | Conor Wilkinson           | Bolton Wanderers         | Chesterfield                 | Cho mượn      |
| 31 tháng 8 năm 2016    | Jonny Williams            | Crystal Palace           | Ipswich Town                 | Cho mượn      |
| 31 tháng 8 năm 2016    | Jack Wilshere             | Arsenal                  | AFC Bournemouth              | Cho mượn      |
| 31 tháng 8 năm 2016    | Andre Wisdom              | Liverpool                | Red Bull Salzburg            | Cho mượn      |
| 31 tháng 8 năm 2016    | Philipp Wollscheid        | Stoke City               | VfL Wolfsburg                | Cho mượn      |
| 31 tháng 8 năm 2016    | Kaiyne Woolery            | Bolton Wanderers         | Wigan Athletic               | Không tiết lộ |
| 31 tháng 8 năm 2016    | Paweł Wszołek             | Verona                   | Queens Park Rangers          | Cho mượn      |
| 1 tháng 9 năm 2016     | Dylan Watts               | UCD                      | Leicester City               | Không tiết lộ |

a  The deal was completed in May 2016.

b  Player officially joined his club on ngày 1 tháng 7 năm 2016.

c  Player officially joined his club on ngày 4 tháng 7 năm 2016.

d  Part of a combined deal worth £5.5m.